# 제4공군함대
제4공군함대(독일어: Luftflotte 4)는 1939년 3월 18일 빈의 오스트리아 공군 사령부에서 창설된 루프트바페 소속 공군 함대이다. 1945년 4월 21일 루프트바페 제4사령부로 재편되었다.

## 역사
1939년 3월 12일 독일의 오스트리아 병합 이후 창설된 오스트리아 공군 함대 사령부에서 1939년 3월 18일에 창설되었다. 폴란드 침공 중에는 남부집단군이 주둔한 지역에서 작전을 수행했다.
북유럽과 서유럽 전역에서는 적극적으로 참여하지 않았으며, 대규모 병력이 투입되었던 때는 발칸 전역에서였다. 1941년 4월 6일 유고슬라비아 공격이 시작되자 제4공군함대 소속 공군기가 유고슬라비아 수도 베오그라드를 폭격했으며, 유고슬라비아 통계에 따르면 이 때 2,271명이 사망하고 9,000채의 건물이 파괴되거나 피해를 입었다.  당시 제4공군함대 사령관이었던 알렉산더 뢰어는 이 일로 1947년 2월 16일 유고슬라비아 사회주의 연방공화국 군사 재판소에서 사형을 선고받았으며, 열흘 뒤 형이 집행되었다.
크레타 전투에서 제4공군함대는 단독 지휘권을 행사했다.
동부 전선에서는 제4공군함대는 육군 남부집단군 지역에 배치되었으며, 전쟁이 끝날 때까지 동부 전선에 주둔했다. 1945년 4월 21일에는 루프트바페 제4사령부로 재편되었다.